# シンガポール・フライヤー
座標: 北緯1度17分21.83秒 東経103度51分47.63秒 / 北緯1.2893972度 東経103.8632306度
シンガポール・フライヤー（英語：Singapore Flyer）は、シンガポールのマリーナエリアにあるアジア最大の観覧車。2008年3月1日に開業した。高さ165m、使用された鋼材は1,800t、総工費はS$2億4,000万。完成当初は世界最大の観覧車であったが、2014年にアメリカ・ラスベガスにオープンしたハイ・ローラーに世界一の座を明け渡した。
設計は黒川紀章建築都市設計事務所がデザインを、現地シンガポールのDP Architectsが内装や構造等を担当した。乗客を乗せるカプセルは28個あり、三菱重工が製作を担当した。それぞれに空調や紫外線保護が備え付けられている。カプセルの定員は各28名と多く、またカナッペやワイン等飲食物の提供も行われるため、結婚式や誕生日パーティといった用途での貸切利用が可能である。1周には約30分を要する。
利用には原則としてウェブサイトでの事前予約が必要だが、当日券も若干用意されている。
またシンガポール・フライヤー周辺がコースとなっているF1レース、シンガポールグランプリと提携し、相乗効果を狙う。

## 料金
- 大人:S$40.00
- 3歳-12歳:S$25.00
- 60歳以上:S$25.00

## トラブル
- 2008年12月23日に観覧車の駆動モーターの1つがショートし、乗客173人が約6時間閉じ込められる事故が起きた[2]。その後再び動き出し、閉じ込められていた乗客全員が救助されたが、新たなバックアップシステムの導入のため営業運転を停止した。2009年1月25日にバックアップシステムのテストが終わり当局から営業運転再開の許可が得られた為、営業運転を再開した[3]。

## ギャラリー

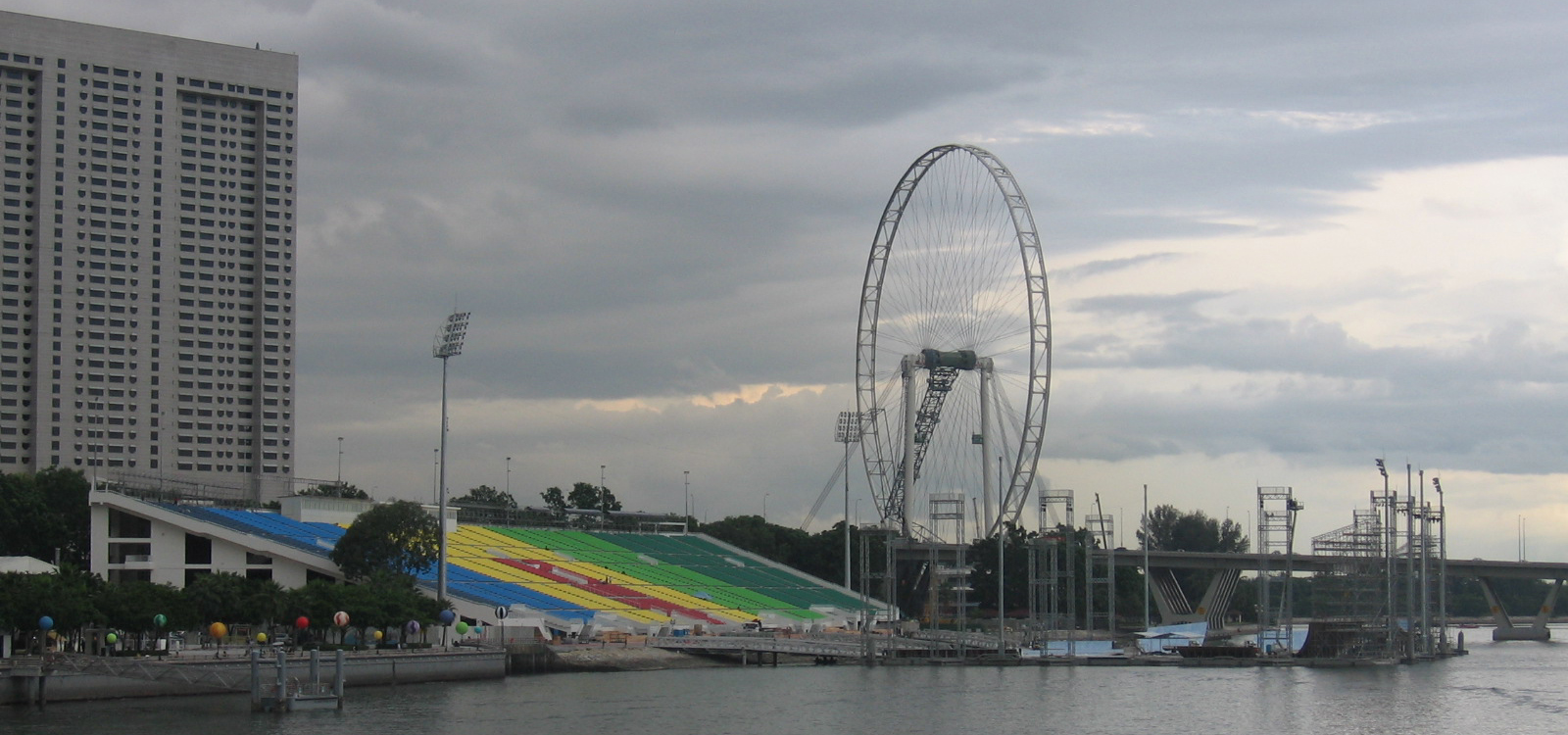
マリーナ湾越しに見る建設中のシンガポール・フライヤー
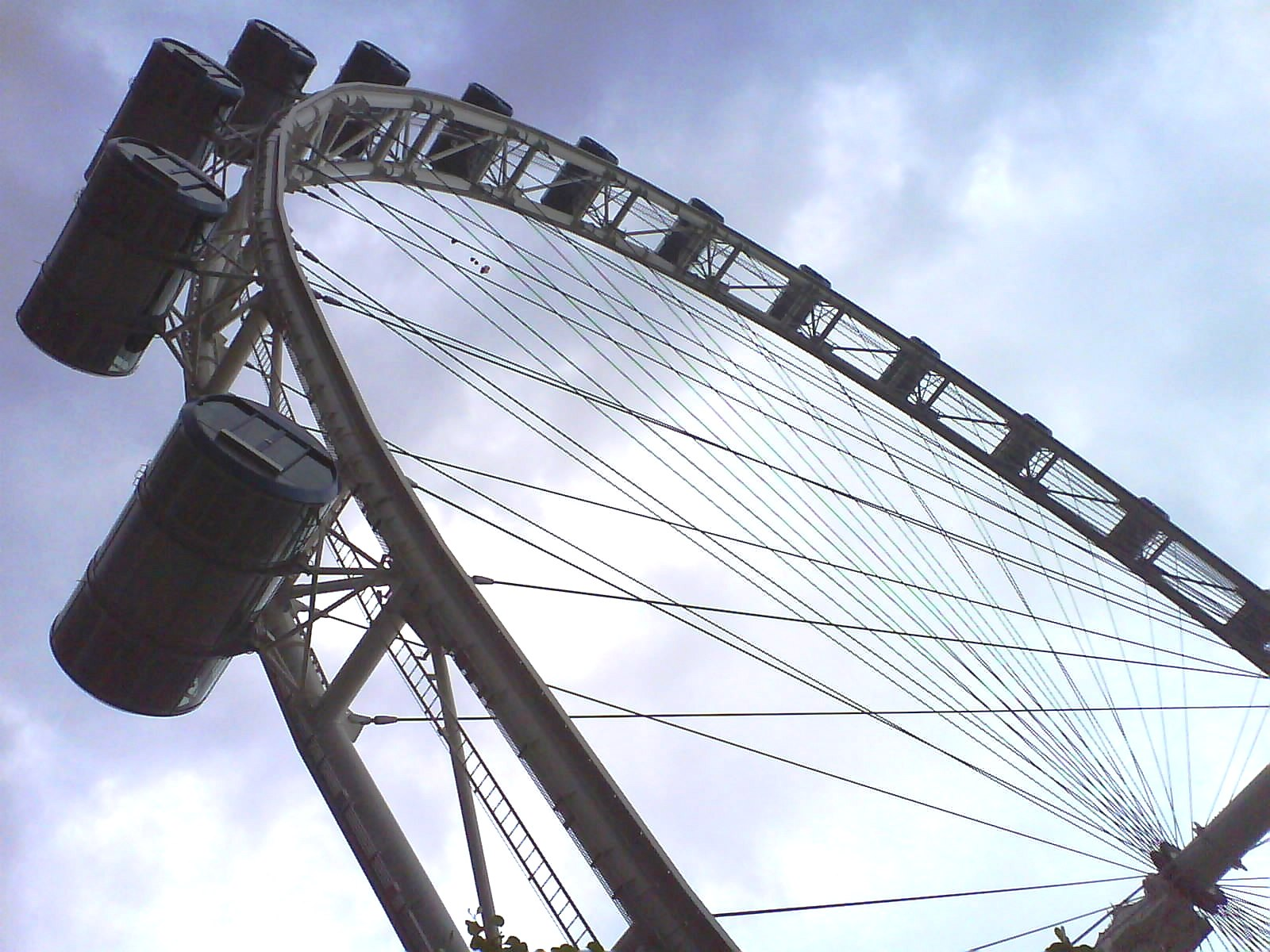
乗り場から見上げたシンガポール・フライヤー
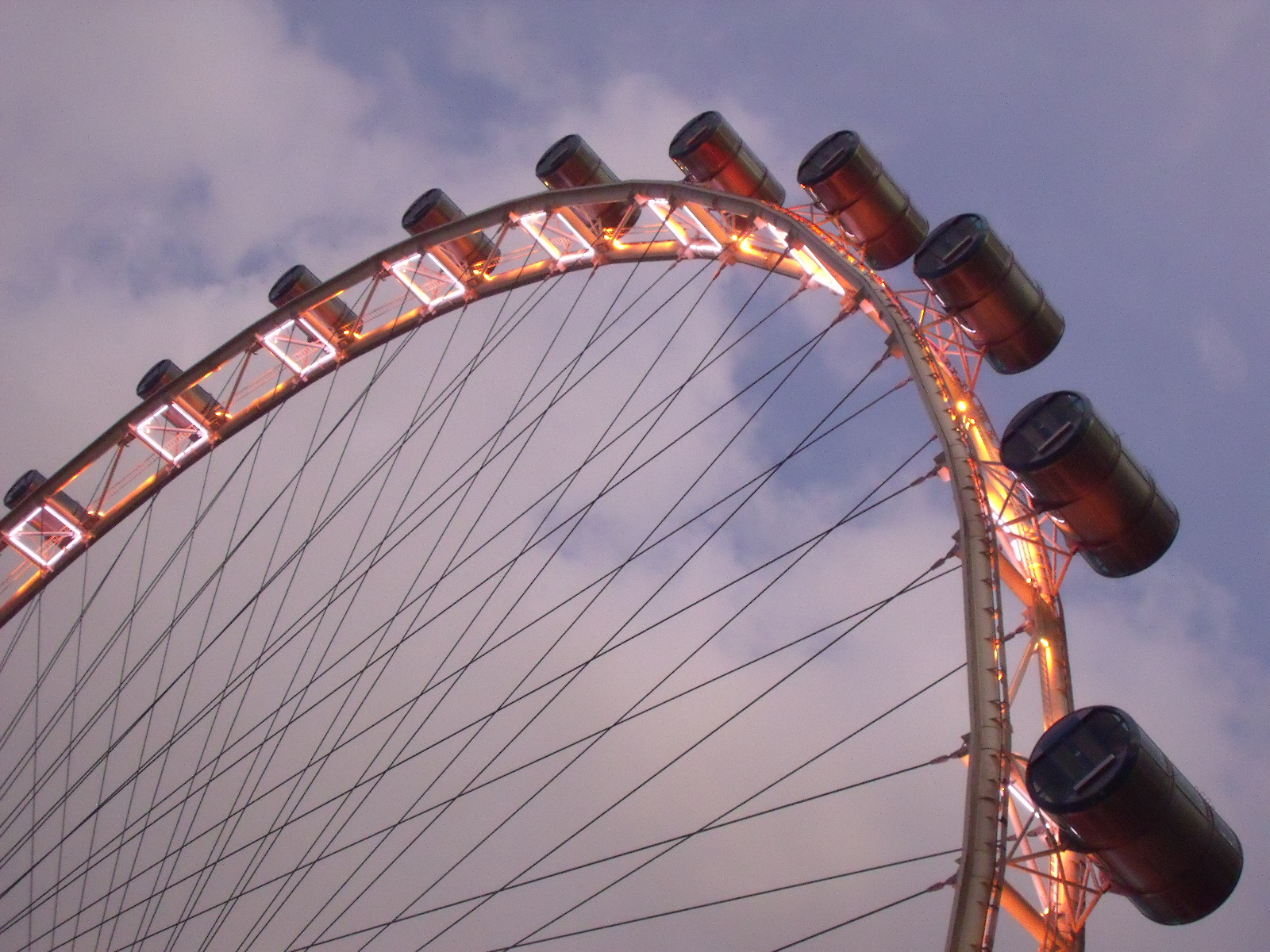
夕刻の空の旅へ
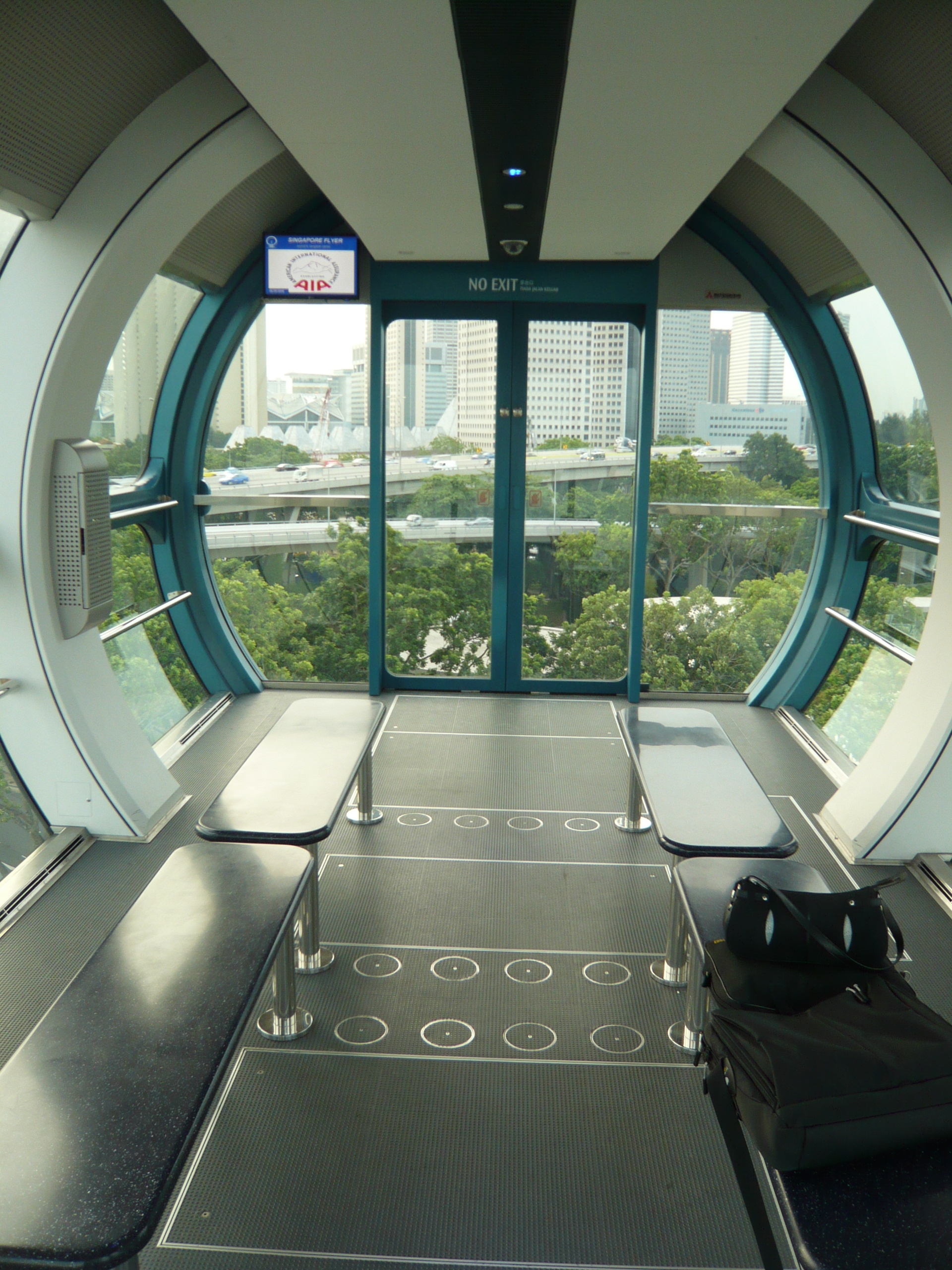
ゴンドラ内
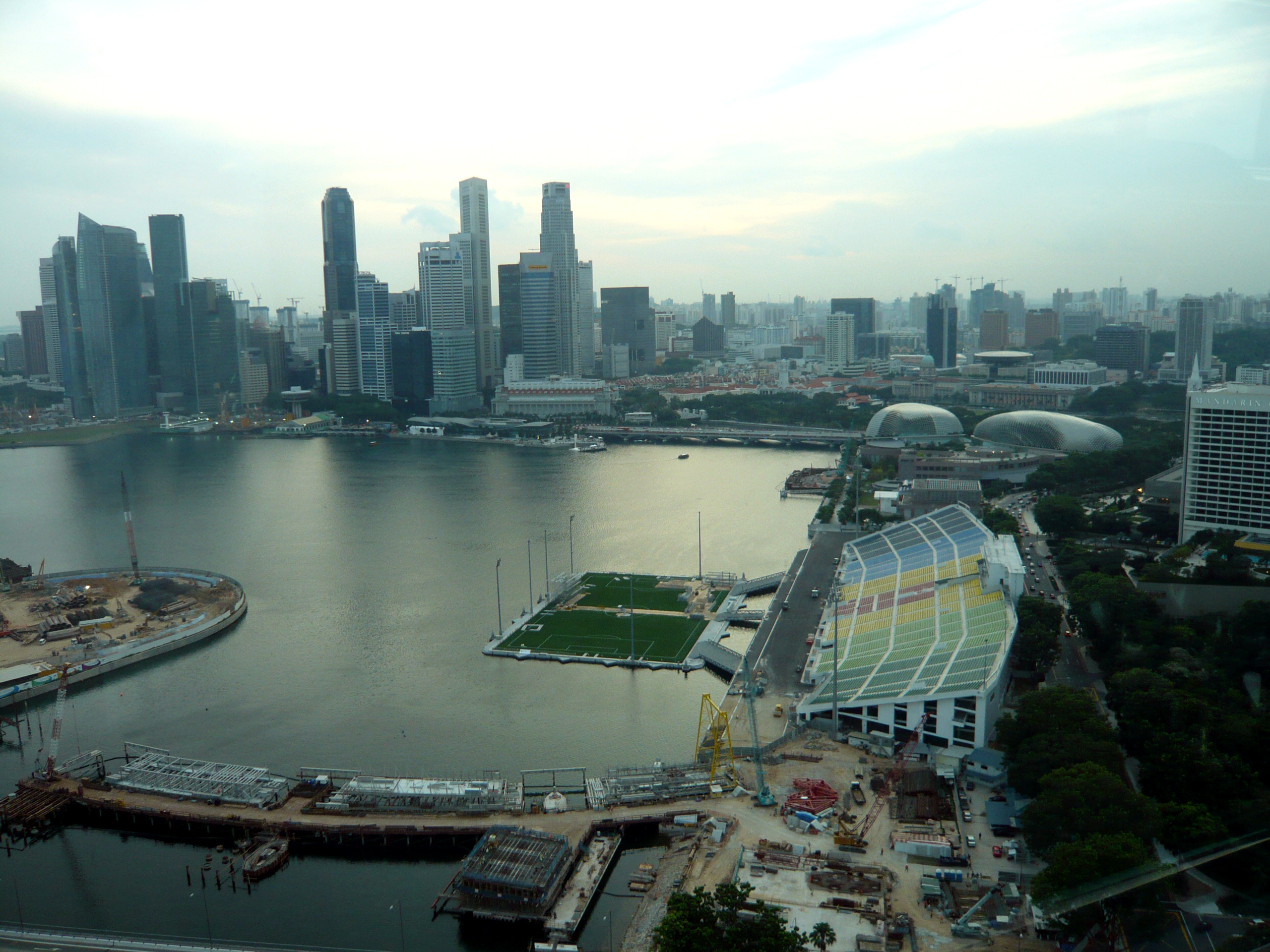
ゴンドラからの眺望
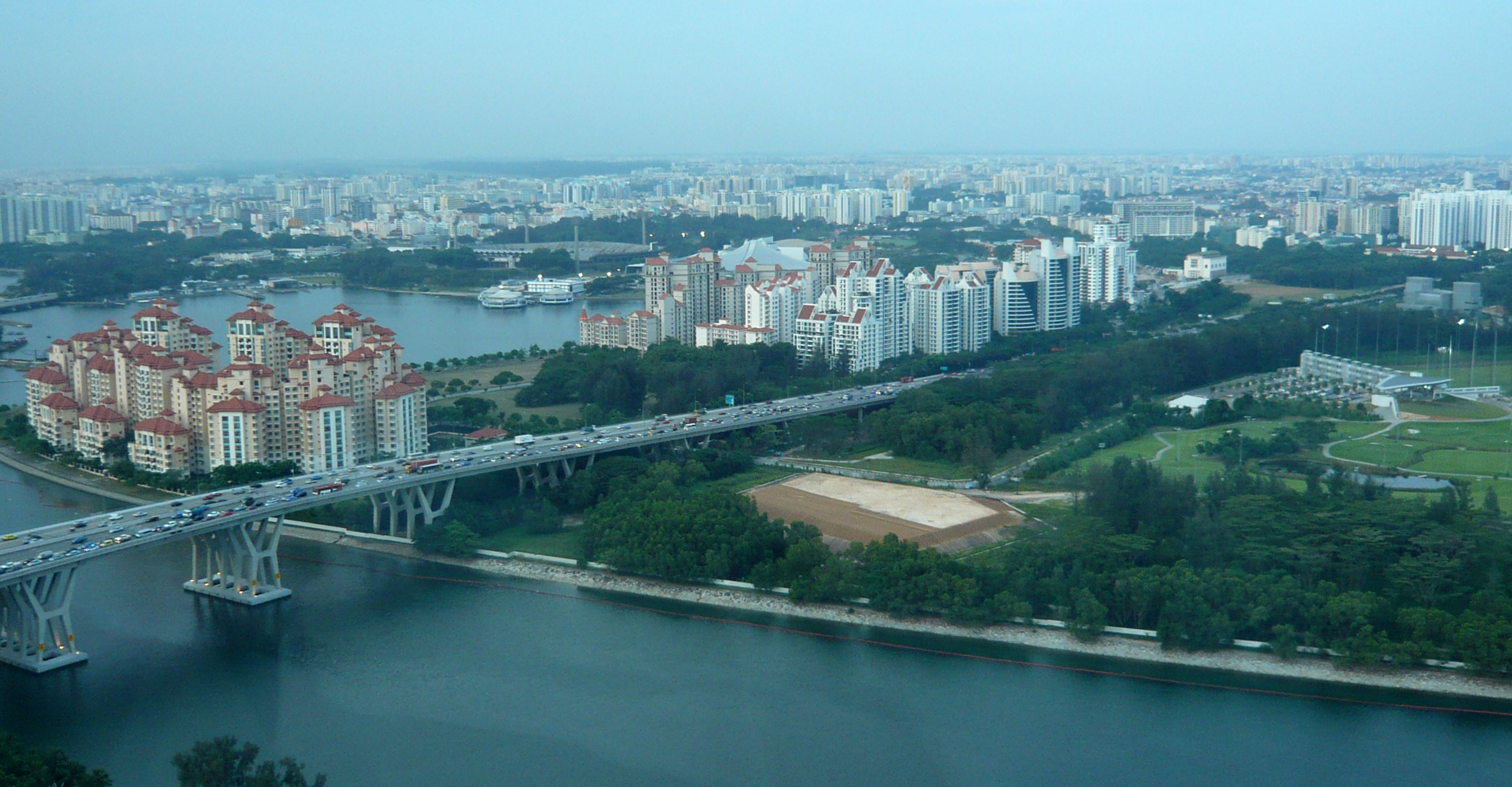
ゴンドラからの眺望
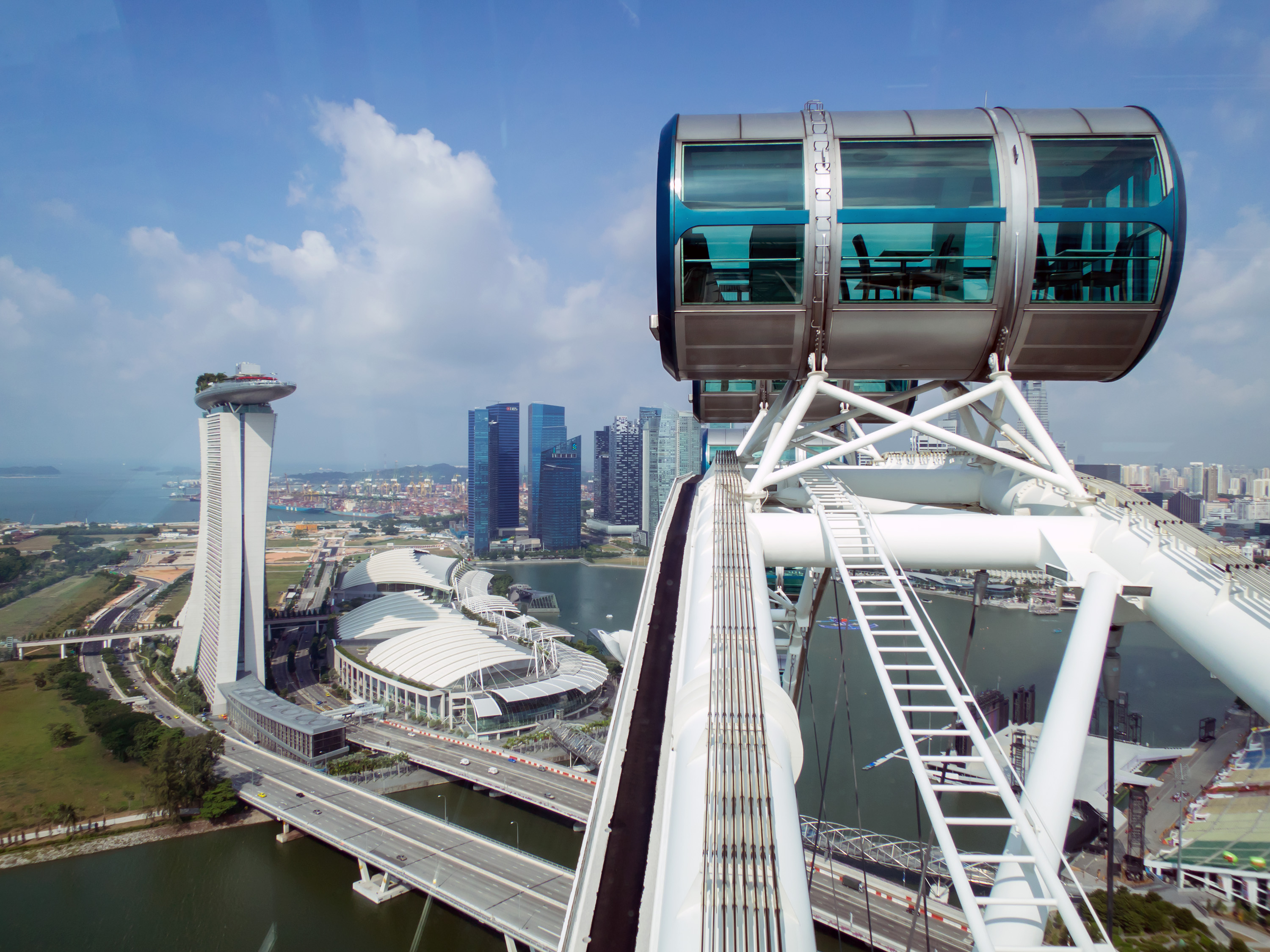
最高点に達したゴンドラ
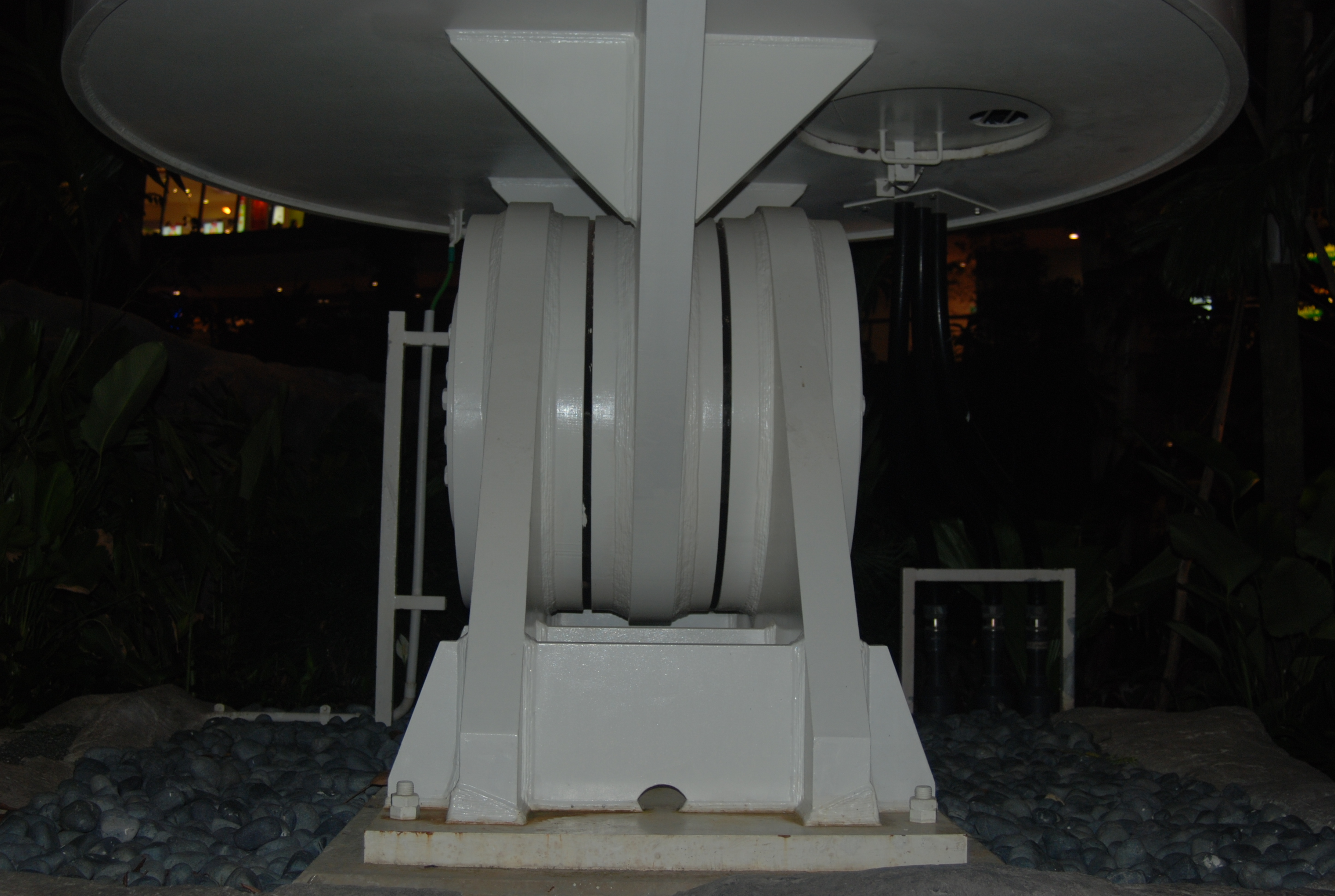
支柱の土台
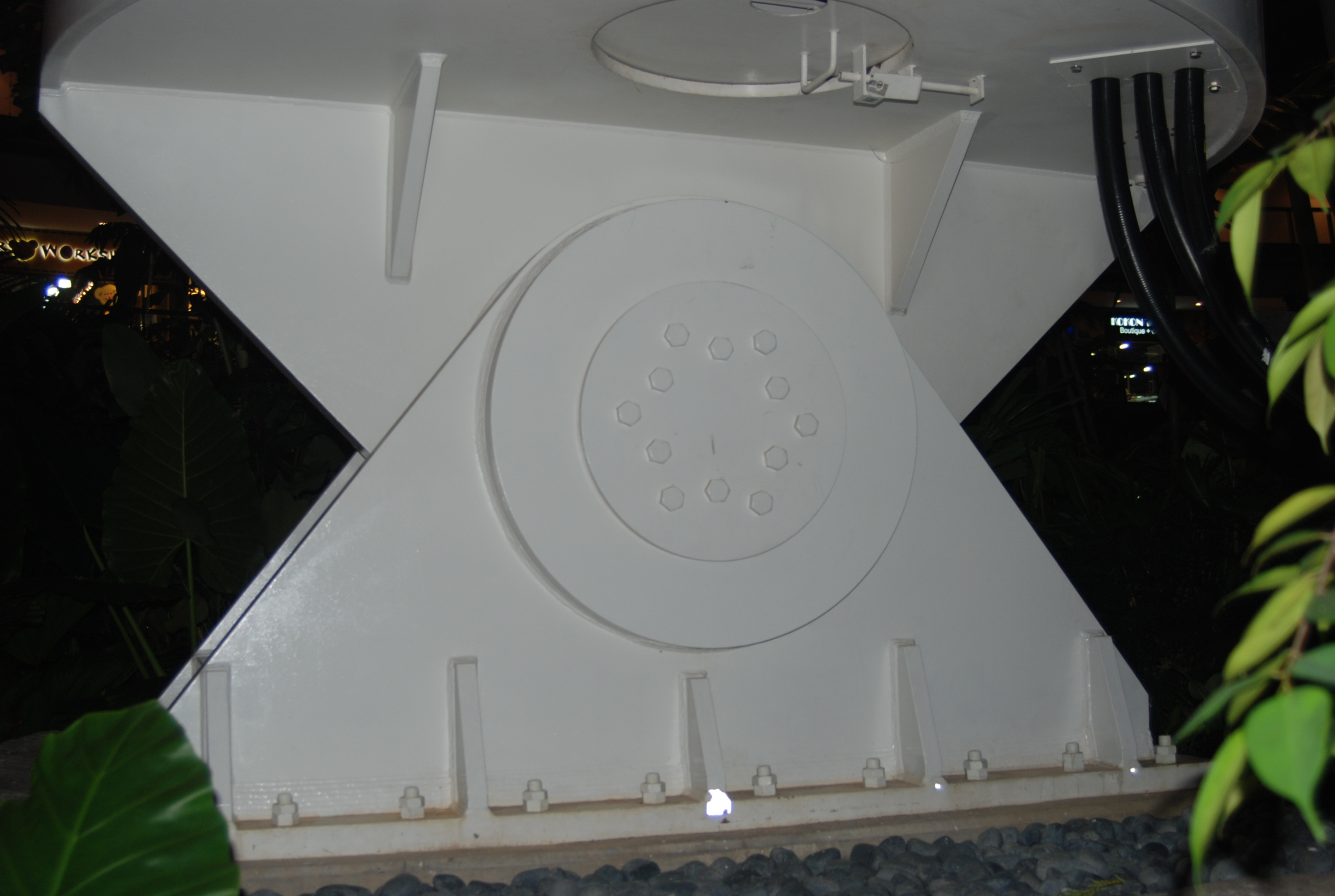
横から見た土台
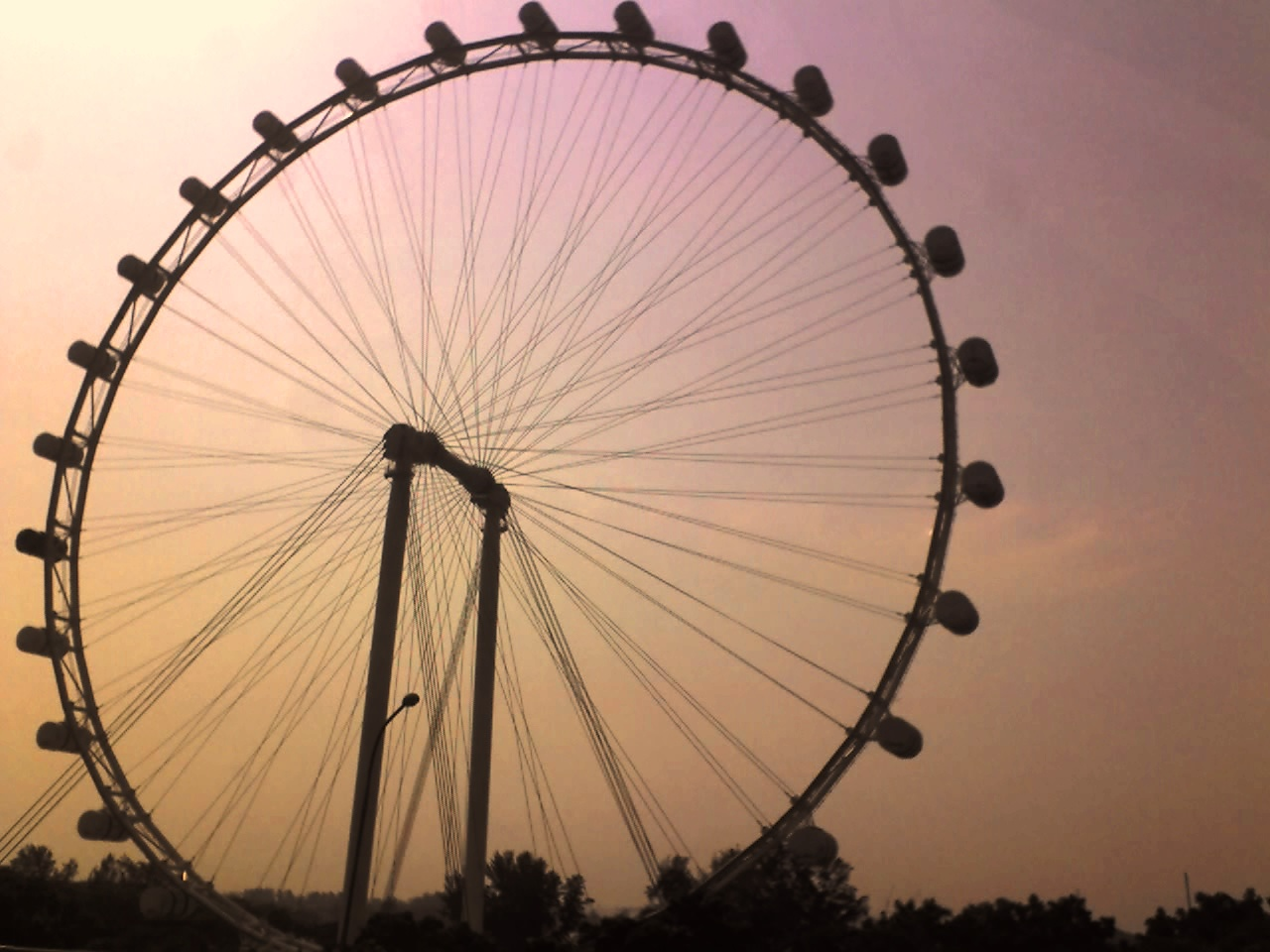
イーストコースト・パークウェイから望むシンガポール・フライヤー
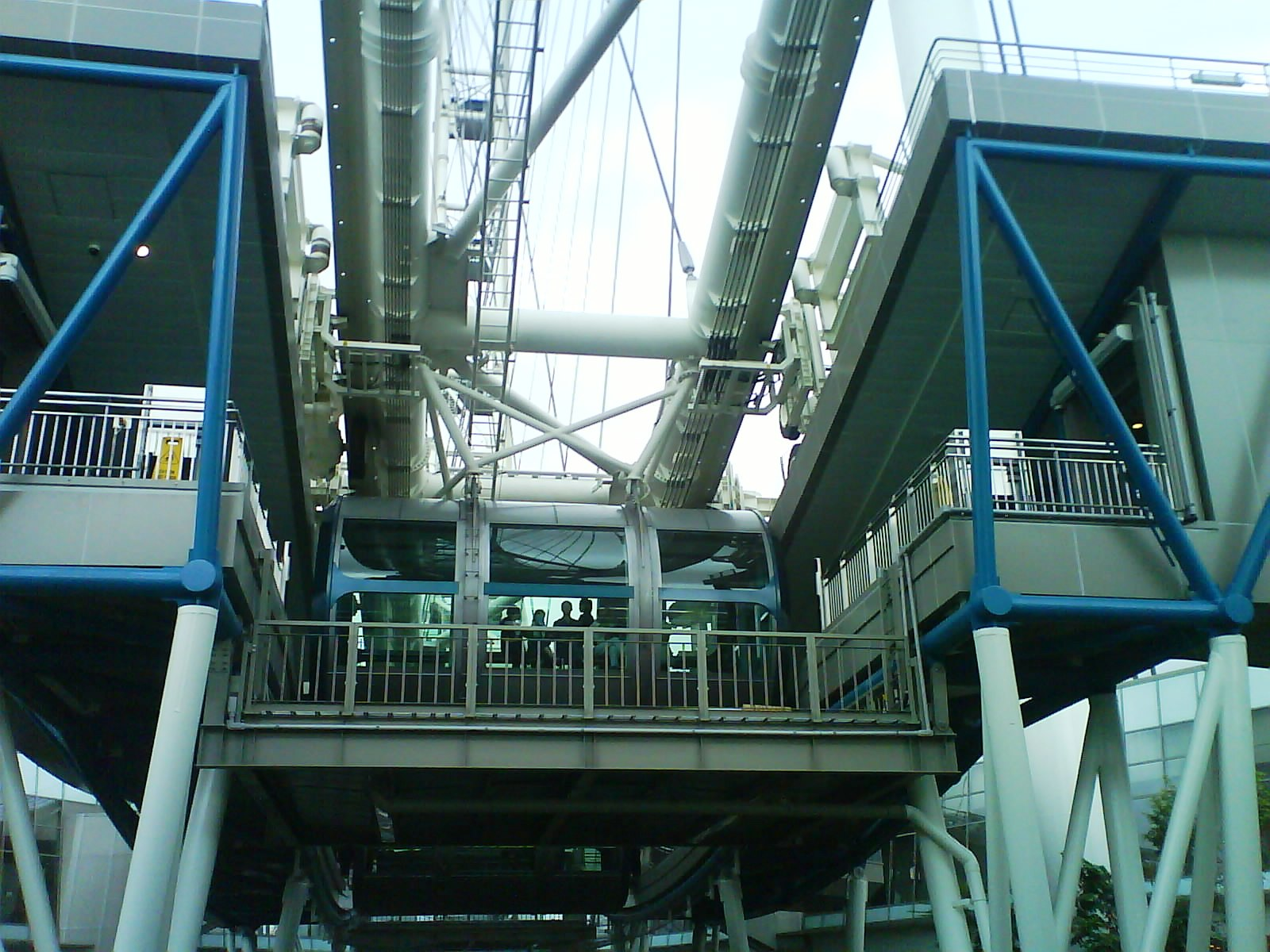
乗り場
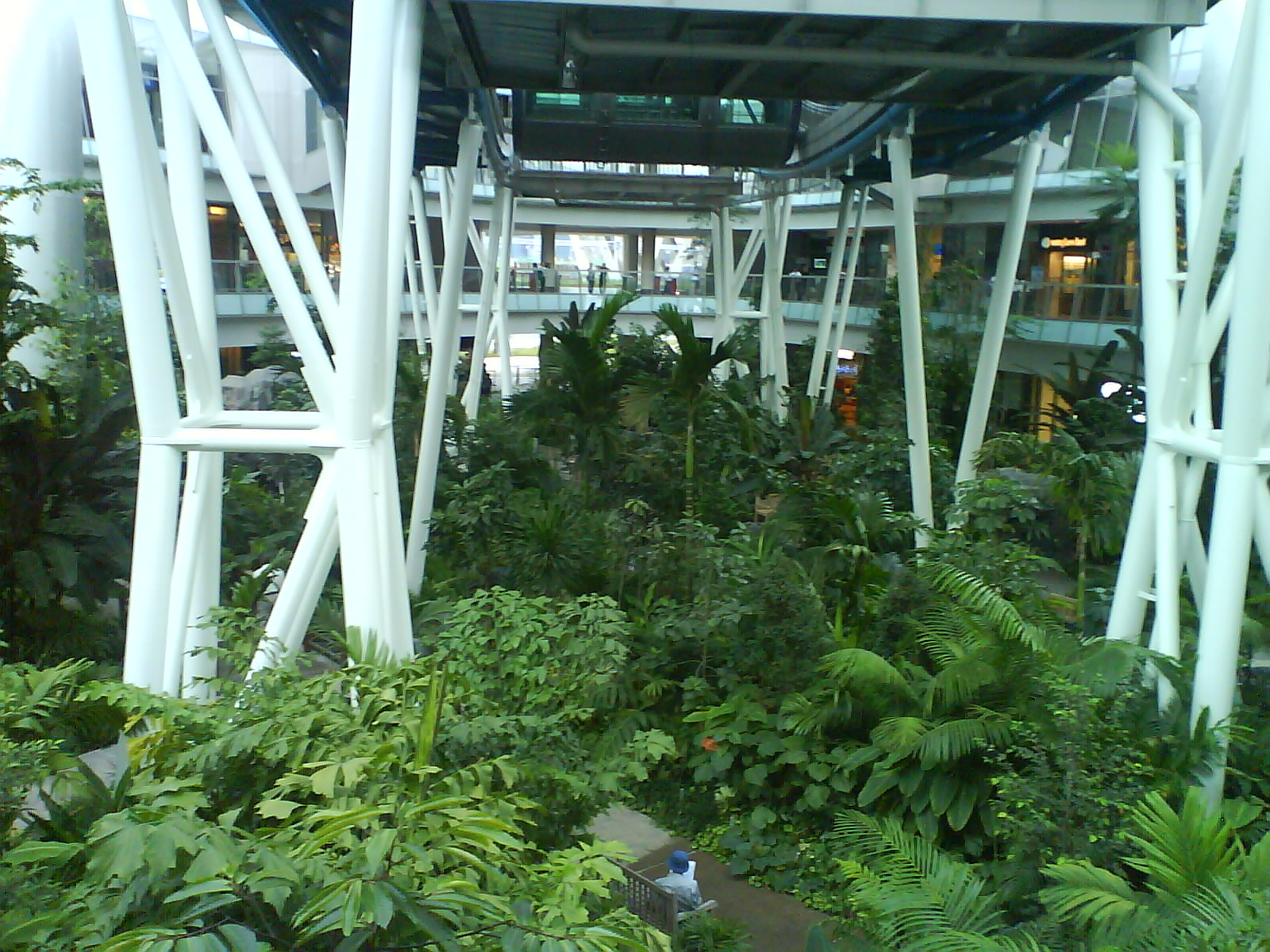
底部に位置する庭園(Yakult Rainforest Discovery Garden)